# NGC 6800
NGC 6800 est un amas ouvert relativement jeune et situé dans la constellation du Petit Renard. Il a été découvert par l'astronome germano-britannique William Herschel en 1784.
Selon la classification des amas ouverts de Robert Trumpler, cet amas renferme moins de 50 étoiles (lettre p) dont la concentration est moyennement faible ou faible (III ou IV) et dont les magnitudes se répartissent sur un intervalle moyen ou petit (le chiffre 2 ou 1). Selon le site Lynga consacré aux amas ouverts, le nombre d'étoiles de l'amas est de 20.

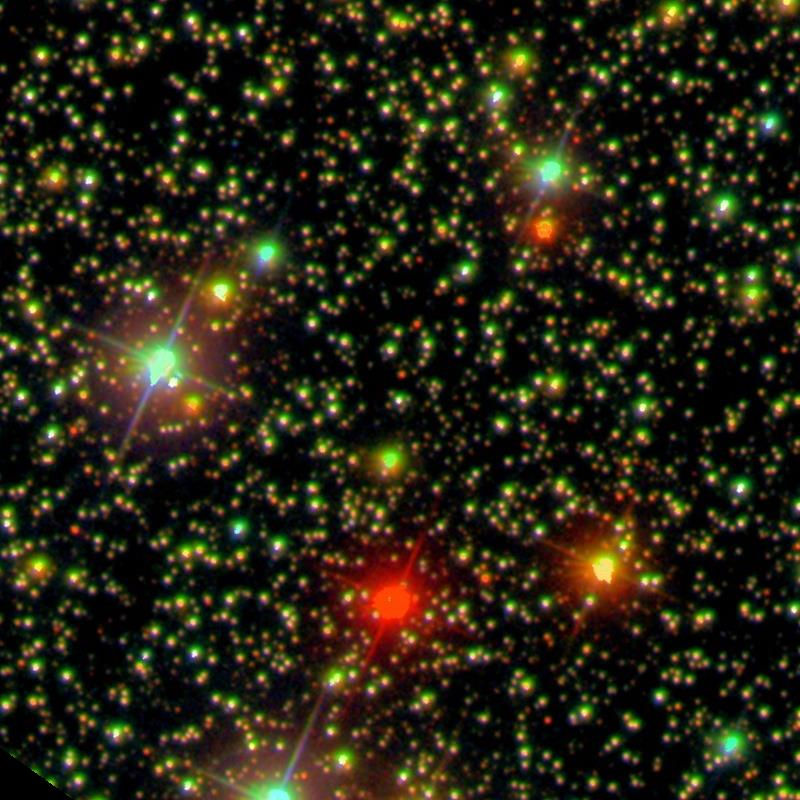
NGC 6800 par le relevé SDSS

## Observation

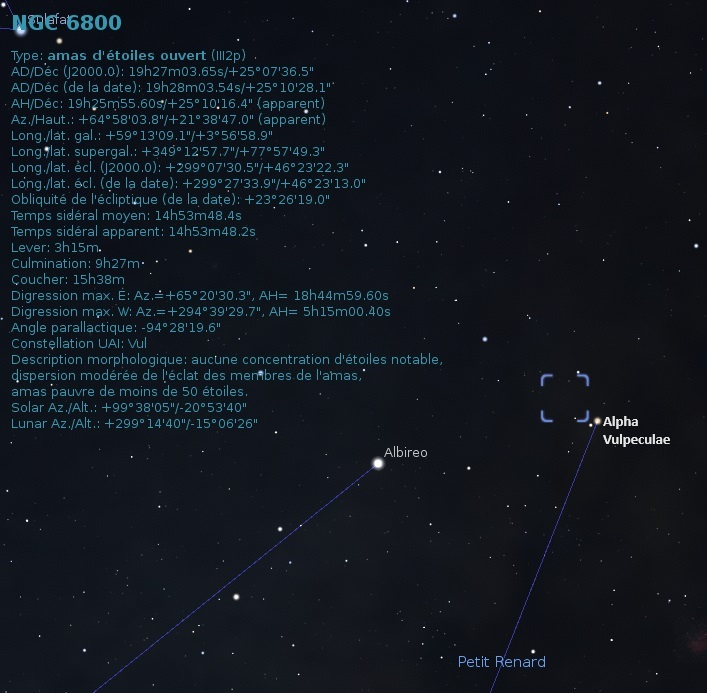
Localisation de NGC 6800 dans la constellation de Céphée. (Stellarium)

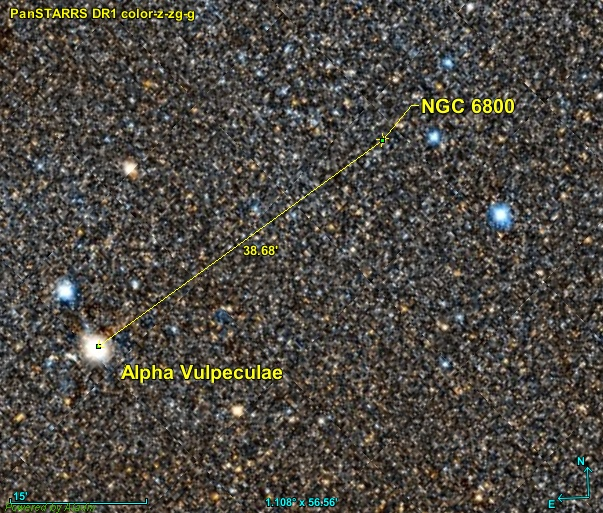
Position de NGC 6800 par rapport à une étoile.

NGC 6800 est situé à environ 39" au sud-est de l'étoile Alpha Vulpeculae.

## Caractéristiques

### Distance et vitesse
Cinq valeurs de la distance sont indiquées sur la base de données Simbad. Quatre de ces valeurs sont très semblables, mais la cinquième est plus que le double des quatre autres. La publication la plus récente basée sur les mesures du satellite Gaia est égale à 1 060 ± 40 pc (∼3 460 al),. Deux valeurs identiques de la vitesse sont aussi indiquées : −13,29 ± 0,54 km/s,.

### `Taille
Selon les sources, la taille apparente de l'amas est de  5 minutes d'arc, ou de 6'. Grâce à un calcul simple, on peut trouver la taille réelle de l'amas. En utilisant la plus grande taille apparente et la plus grande distance, on obtient la taille réelle maximale soit 5,81 al. De même, en utilisant la plus petite taille apparente et la plus petite distance, on obtient la plus petite taille réelle, soit 5,51 al. De ces deux valeurs, on déduit que la taille de l'amas est égale à 5,5 ± 0,3 al.

### Métallicité
Simbad rapporte une seule valeur de la métallicité (Fe/H) égale à 0,387. Cela signifie que le pourcentage d'éléments lourds (plus lourd que l'hydrogène et l'hélium) de cet amas est égal à 244% (100,387) de celui du Soleil, confirmant ainsi son âge relativement jeune par rapport à notre étoile.

### Âge
La base de données WEBDA suggère un âge donné par log10 = 8,59, soit 108,59 = 389 Ma.

## Étoiles
Simbad montre aussi un bouton nommé Children. En cliquant sur ce bouton, on atteint une section de cette base de données qui renferme un tableau contenant 197 entrées, dont 126 Children, pour NGC 6800. Cependant, des étoiles (les Children) peuvent apparaître plusieurs fois dans la deuxième colonne du tableau, d'où le nombre de liens bibliographiques qui est supérieure au nombre d'étoiles. La quatrième colonne de ce tableau indique la probabilité que l'étoile appartienne à l'amas. En cliquant sur le titre de cette colonne, on peut classer la probabilité par ordre croissant ou décroissant. En cliquant sur la désignation de l'étoile, on atteint la page de Simbad qui résume ses propriétés.